# 阿波岐原町
阿波岐原町（あわきがはらちょう）とは、宮崎県宮崎市内の地名。檍地域自治区に属している。郵便番号は880-0835。

## 地理
宮崎市の東部、檍地域自治区に属する。日向灘に面した海岸線に沿い松林およびシーガイア関連施設が置かれている。防風林より西側は耕作地が広がる。町域の北部には江田神社があり、その横にある「市民の森」内にある「みそぎ池（御池）」は、イザナギノミコトが黄泉から戻った際に「みそぎ」を行った場所とされる。祓詞において「かけまくも畏き伊邪那岐の大神、筑紫の日向の橘の小戸の阿波岐原に禊ぎ祓へたまひし時に」と奏上されるように、祓・禊の発祥の地としても知られる。
北を大字塩路、北東を山崎町、南を吉村町・新別府町、西を村角町・大島町・波島2丁目と接する。波島の成立に伴い、波島2丁目の北に阿波岐原町の飛び地がある。

## 地名の由来
『古事記』『日本書紀』には、イザナギノミコトが黄泉から帰還して禊を行ったという記述があり『古事記』では「阿波岐原」、『日本書紀』では「檍原」と記すが、この「阿波岐原」ないし「檍原」が当地であると伝えられている。阿波岐原、檍原は同じ意味で「アワ、アオ」は湿地帯を、原（ハラ）は広い土地を意味する。現在の阿波岐原町は大淀川左岸よりかなり北に位置するが、戦前は「小戸の橘」と同様に漠然と大淀川河口付近左岸一帯をさしていた。宮崎では一般に原は「バル」と発音し広い台地を意味するが、この阿波岐原はなぜか「ハラ」であり、広い低地帯である。
「みそぎ池」周辺はかつては入江であったが、後に開墾されて「江田」と称されたという。1933年に大字江田の全域が阿波岐原町に改称した。

## 歴史
- 1932年4月20日 - 檍村が宮崎市に編入。宮崎市大字江田が成立。
- 1933年 - 大字江田が阿波岐原町に改称。
- 1978年 - 阿波岐原町、大島町の一部をもって波島1丁目 - 2丁目が成立。

## 世帯数と人口
2023年（令和5年）9月1日現在の世帯数と人口は以下の通りである。
| 町丁       | 世帯数   | 人口   |
| ---------- | -------- | ------ |
| 阿波岐原町 | 1884世帯 | 3917人 |

## 小・中学校の学区
市立小・中学校に通う場合、学区は以下の通りとなる。
| 町名             | 小学校               | 中学校               |
| ---------------- | -------------------- | -------------------- |
| 阿波岐原町の一部 | 宮崎市立檍北小学校   | 宮崎市立檍中学校     |
| 阿波岐原町の一部 | 宮崎市立宮崎東小学校 | 宮崎市立東大宮中学校 |

## 交通

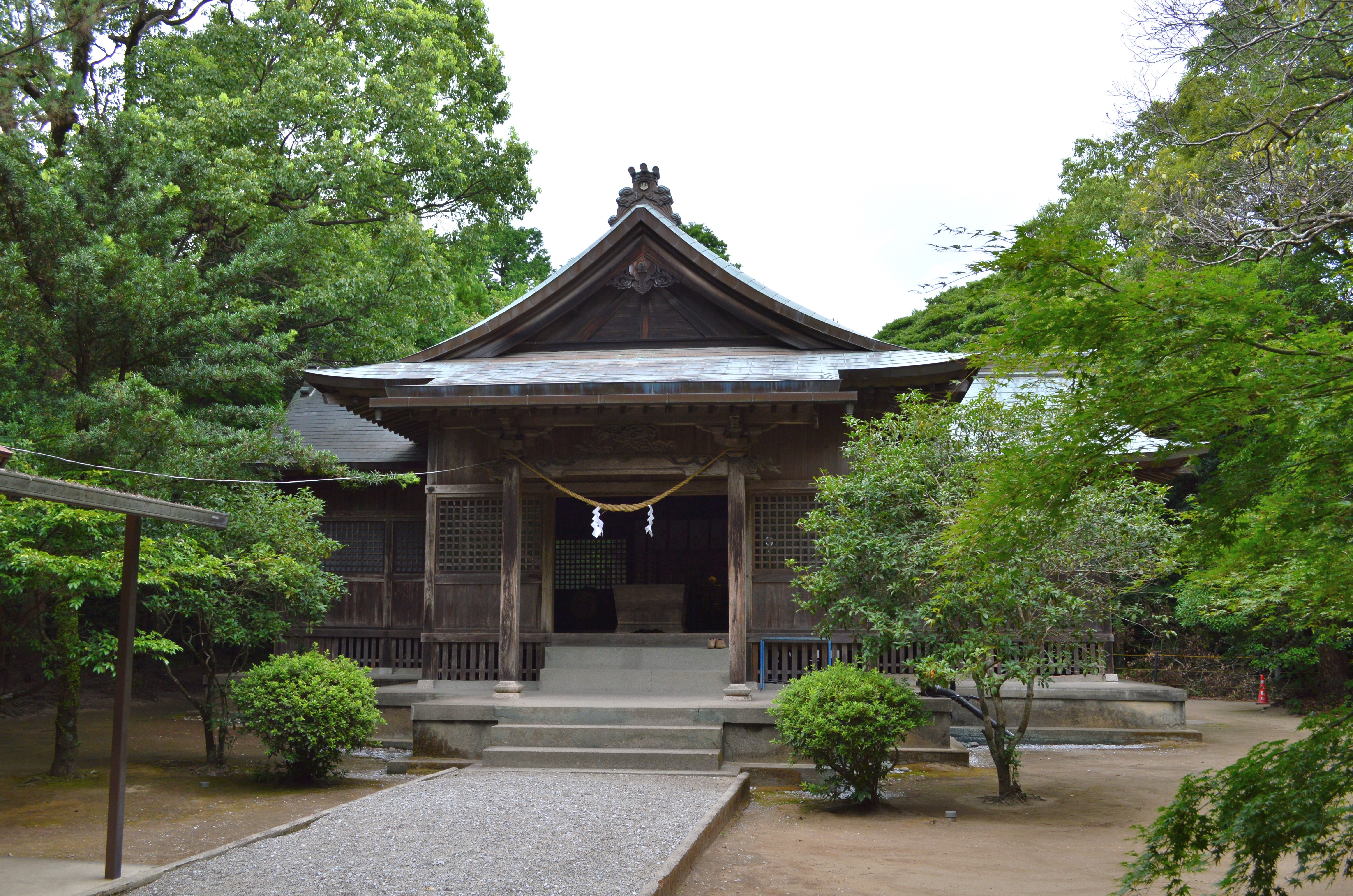
江田神社拝殿

### バス
宮交グループの運営するバスが営業している。

### 道路
- 宮崎県道10号宮崎インター佐土原線（一ツ葉道路）
- 宮崎県道11号宮崎島之内線（宮崎内環状線）

## 施設
- シーガイア
- 江田神社
- 市民の森
- みそぎ池
- 宮崎県警察一ッ葉庁舎
  - 宮崎県総合自動車運転免許センター
  - 宮崎県警察交通機動隊本部
  - 宮崎県警察自動車警ら隊本部